# Hands up
Hands up (również commercial trance) – styl muzyki klubowej powstały na początku XXI wieku w Niemczech, wywodzący się od muzyki dance i hard trance.
Charakteryzuje się tempem z przedziału 140-152 BPM, układem bitów 4/4, sekwencjami breakbeatowymi maszyny perkusyjnej na początku utworu oraz arpeggio. Często także wykorzystywany jest dodatek do linii beatu w postaci hi-hatu, umieszczany pomiędzy kickami wraz z ride cymbals biegnącymi równo z nimi. Główny motyw składa się z linii melodycznej.
Jednymi z pierwszych tworzących w tym stylu byli Starsplash, Special D., Rob Mayth, Klubbingman, Groove Coverage. Największą popularnością cieszył się w latach 2001–2009.